# ۸ (پیش از میلاد)
۸ (پیش از میلاد) هشتمین سال قبل از تقویم میلادی است.